# Eremopezus eocaenus
Eremopezus eocaenus — викопний вид кілегрудих птахів родини Eremopezidae. Вид існував у кінці еоцену (33 млн років тому). Скам'янілі рештки знайдені у відкладеннях формування Джебель Катрані в Єгипті на північ від Мерідового озеро поблизу міста Фаюм.
Голотип BMNH A843 складався із лівої кістки тибіотарсус. Пізніше були виявлені рештки фаланги пальців ніг. На основі цих решток вид був віднесений до безкілевих птахів. Птаха зближували із слоновими птахами епіорнісами, що мешкали на Мадагаскарі. У 1911 році були знайдені рештки цівки, які описані під назвою Stromeria fajumensis. У 2001 році були виявлені рештки стопи та гомілки.
Подальші дослідження показали, що птах не належить до безкілевих. Його зближують із сучасними птахами- секретарями із родини Sagittariidae. Проте родинні стосунки між птахами не вивчені.